# Servicios médicos de emergencia en el Reino Unido
Los servicios médicos de emergencia en el Reino Unido son proporcionados por uno de los cuatro Servicios Nacionales de Salud a través de servicios locales de ambulancia, conocidos en Inglaterra y Gales como trusts. Cada servicio en Inglaterra se basa en una o más áreas de la autoridad local, por lo que el país está dividido en varios servicios de ambulancia, de manera similar a la Policía Británica.

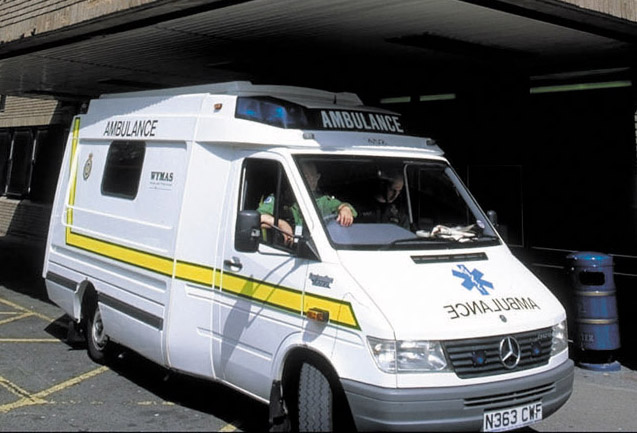
Una ambulancia esperando afuera de un hospital en Leeds, West Yorkshire.

En Inglaterra hay doce "Trusts" de ambulancias, con límites generalmente posteriores a los de las oficinas del gobierno regional. Escocia, Gales e Irlanda del Norte tienen un servicio de ambulancia cada uno; el Servicio Escocés de Ambulancias (una Junta de Salud Especial), el Servicio de Ambulancias de Gales y el Servicio de Ambulancias de Irlanda del Norte.

## Trabajo de los Servicios de Ambulancia
Los servicios de ambulancia del NHS deben responder por ley a cuatro tipos de solicitudes de atención, que son las siguientes:
- Llamadas de emergencia (a través del sistema 999 o del número 112 en toda Europa)
- Solicitudes urgentes de admisión del médico
- Traslados hospitalarios urgentes y de alta dependencia
- Incidentes importantes

Los servicios de ambulancia están cada vez más ocupados. Ha habido un gran aumento en el número de llamadas en las últimas dos décadas, como se muestra en la siguiente tabla:
| Año    | Llamadas de emergencia | Fuente |
| ------ | ---------------------- | ------ |
| 1994/5 | 2,61 millones          | [ 1 ]  |
| 2004/5 | 5,62 millones          | [ 1 ]  |
| 2006/7 | 6,3 millones           | [ 3 ]  |

Los fideicomisos de ambulancia también pueden llevar a cabo servicios de transporte de pacientes no urgentes mediante un acuerdo comercial con los fideicomisos de sus hospitales locales, o en algunos casos mediante contratos gubernamentales financiados directamente. Los clientes no pagan por este servicio. El hospital lo hace. En algún lugar las empresas privadas hacen este trabajo, pero puede ser una gran fuente de dinero para los fideicomisos.

## Fideicomisos y servicios de ambulancia

### Inglaterra
Antes de 1974, los ayuntamientos gestionaban el servicio de ambulancias. Desde entonces las regiones del NHS y ahora la ambulancia de confianza tienen. El 1º de julio de 2006, el número de fideicomisos de ambulancias disminuyó de 29 a 13.
La mayoría de los nuevos fideicomisos siguen los límites regionales de las oficinas gubernamentales. Pero en la Isla de Wight, los hospitales locales seguirán manejando las ambulancias. También el sureste de Inglaterra y el sudoeste de Inglaterra fueron divididos en dos Fideicomisos de Ambulancia. Esto ha significado que muchos de los antiguos fideicomisos desaparecieron. Los nuevos Fideicomisos lo son:
| Fideicomisos del Servicio de Ambulancias del NHS                                             | Fideicomisos del Servicio de Ambulancias del NHS | Fideicomisos del Servicio de Ambulancias del NHS |
| Servicio de Ambulancias                                                                      | Sede central                                     | Áreas de autoridad local cubiertas |
| -------------------------------------------------------------------------------------------- | ------------------------------------------------ | --- |
| East Midlands Ambulance Service NHS Trust                                                    | Nottingham                                       | Derby, Derbyshire, Nottingham, Nottinghamshire, Lincolnshire, North Lincolnshire, North East Lincolnshire, Leicestershire, Rutland y Northamptonshire |
| East of England Ambulance Service NHS Trust (Servicio de Ambulancias del Este de Inglaterra) | Bury St Edmunds                                  | Luton, Bedfordshire, Cambridgeshire, Hertfordshire, Norfolk, Suffolk, Peterborough, Southend-on-sea, Thurrock y Essex.                                |
| Great Western Ambulance Service NHS Trust                                                    | Chippenham                                       | Bath and North East Somerset, Bristol, Gloucestershire, South Gloucestershire, North Somerset, Swindon y Wiltshire                                    |
| Fideicomiso de atención primaria de la isla de Wight                                         | Newport                                          | Isla de Wight |
| London Ambulance Service NHS Trust                                                           | Londres                                          | Gran Londres |
| Servicio de Ambulancias del Noreste NHS Trust                                                | Newcastle-upon-Tyne                              | Darlington, Durham, Hartlepool, Middlesbrough, Northumberland, Redcar & Cleveland, Stockton-on-Tees y Tyne y Wear                                     |
| North West Ambulance Service NHS Trust                                                       | Bolton                                           | Blackburn con Darwen, Blackpool, Preston, Cheshire, Cumbria, Gran Mánchester, Lancashire y Merseyside                                                 |
| South Central Ambulance Service NHS Trust                                                    | Wokingham                                        | Berkshire, Buckinghamshire, Hampshire, Milton Keynes, Oxfordshire, Portsmouth & Southampton                                                           |
| South East Coast Ambulance Service NHS Trust                                                 | Lewes                                            | Brighton & Hove, Kent, Medway, Surrey, East Sussex y West Sussex                                                                                      |
| South Western Ambulance Service NHS Trust                                                    | Exeter                                           | Bournemouth, Cornwall, Devon, Dorset, Plymouth, Poole, Somerset y Torbay                                                                              |
| Servicio de Ambulancias de West Midlands NHS Trust                                           | Brierley Hill                                    | Herefordshire, Shropshire, Staffordshire, Telford & Wrekin, Warwickshire, West Midlands y Worcestershire                                              |
| Servicio de Ambulancias de Yorkshire NHS Trust                                               | Wakefield                                        | East Riding of Yorkshire, Kingston-upon-Hull, North Yorkshire, South Yorkshire, West Yorkshire y York                                                 |

### Escocia
El Servicio Escocés de Ambulancias es una Junta de Salud Especial financiada directamente por el Departamento de Salud del Gobierno Escocés. En 2006 el servicio respondió a más de 520.000 llamadas de emergencia.
Escocia también tiene el único servicio británico de ambulancia aérea financiado con fondos públicos. Dispone de dos helicópteros Eurocopter EC 135 (basados en Glasgow & Inverness) y dos aviones de ala fija Beechcraft B200C King Air (basados en Glasgow & Aberdeen).

### Irlanda del Norte
El Servicio de Ambulancias de Irlanda del Norte (NIAS) es el servicio de ambulancias que presta servicios a toda Irlanda del Norte, y se creó en 1995.
Al igual que con otros servicios de ambulancia en el Reino Unido, no cobra directamente a sus pacientes por sus servicios, sino que se financia a través de impuestos generales.
Para responder a emergencias médicas en Irlanda del Norte, NIAS tiene más de 270. El Servicio emplea a aproximadamente 1044 personas en 32 estaciones y subestaciones, 4 centros de control y un centro regional de capacitación.

### Gales
El Welsh Ambulance Service NHS Trust (Welsh: Ymddiriedolaeth GIG Gwasanaethau Ambiwlans Cymru) se creó el 1 de abril de 1998 y cuenta con 2.500 empleados que prestan servicios de ambulancia y servicios conexos a los 2,9 millones de residentes de Gales.
Su sede central se encuentra en el H. M. Stanley Hospital, St Asaph, Denbighshire y está dividida en tres regiones:
- Región Central y Oeste con sede en Ty Maes Y Gruffudd, Cefn Coed Hospital, Cockett, Swansea
- Región Norte con sede en H. M. Stanley Hospital, St Asaph, Denbighshire
- Región Sudeste con sede en Caerleon House, Mamhilad Park Estate, Pontypool

## Servicios de ambulancia privada
Los servicios privados de ambulancia son cada vez más comunes en el Reino Unido. A menudo proporcionan cobertura médica en grandes eventos, ya sea con o en lugar de los proveedores del sector voluntario. Algunos organizadores utilizan una empresa privada en lugar de un servicio de ambulancia voluntario debido a una mayor disponibilidad durante la semana (a veces difícil de cubrir para un servicio voluntario) o a una gama más amplia de habilidades, como la provisión de paramédicos cualificados.
El uso más común para ambulancias privadas es para el transporte de pacientes. Muchos fideicomisos y hospitales que eligen utilizar una compañía privada, en lugar del servicio de NHS. Las ambulancias privadas no responden a las llamadas de emergencia (999). A veces se utiliza una compañía de ambulancia privada como seguimiento, para el transporte en camilla o llamadas que no ponen en peligro la vida. Recientemente, algunas compañías han sido contratadas para proporcionar vehículos y equipos de emergencia adicionales para complementar al personal principal del NHS en momentos de mucho trabajo (como Año Nuevo).
Todas las compañías de ambulancia y los fideicomisos de ambulancia del NHS deben seguir las mismas leyes, por lo que una ambulancia privada debe tener el mismo equipo y las personas que trabajan en ella deben estar calificadas como el mismo tipo de ambulancia del NHS.
Otro tipo de ambulancia privada son las operadas por empresas funerarias, que generalmente prefieren las camionetas negras, con las palabras ambulancia privada escritas discretamente en el vehículo. Se utilizan para llevar cuerpos entre el hospital, el embalsamador y la capilla de reposo, en lugar de utilizar un coche fúnebre.

## Servicios de Ambulancia Voluntaria

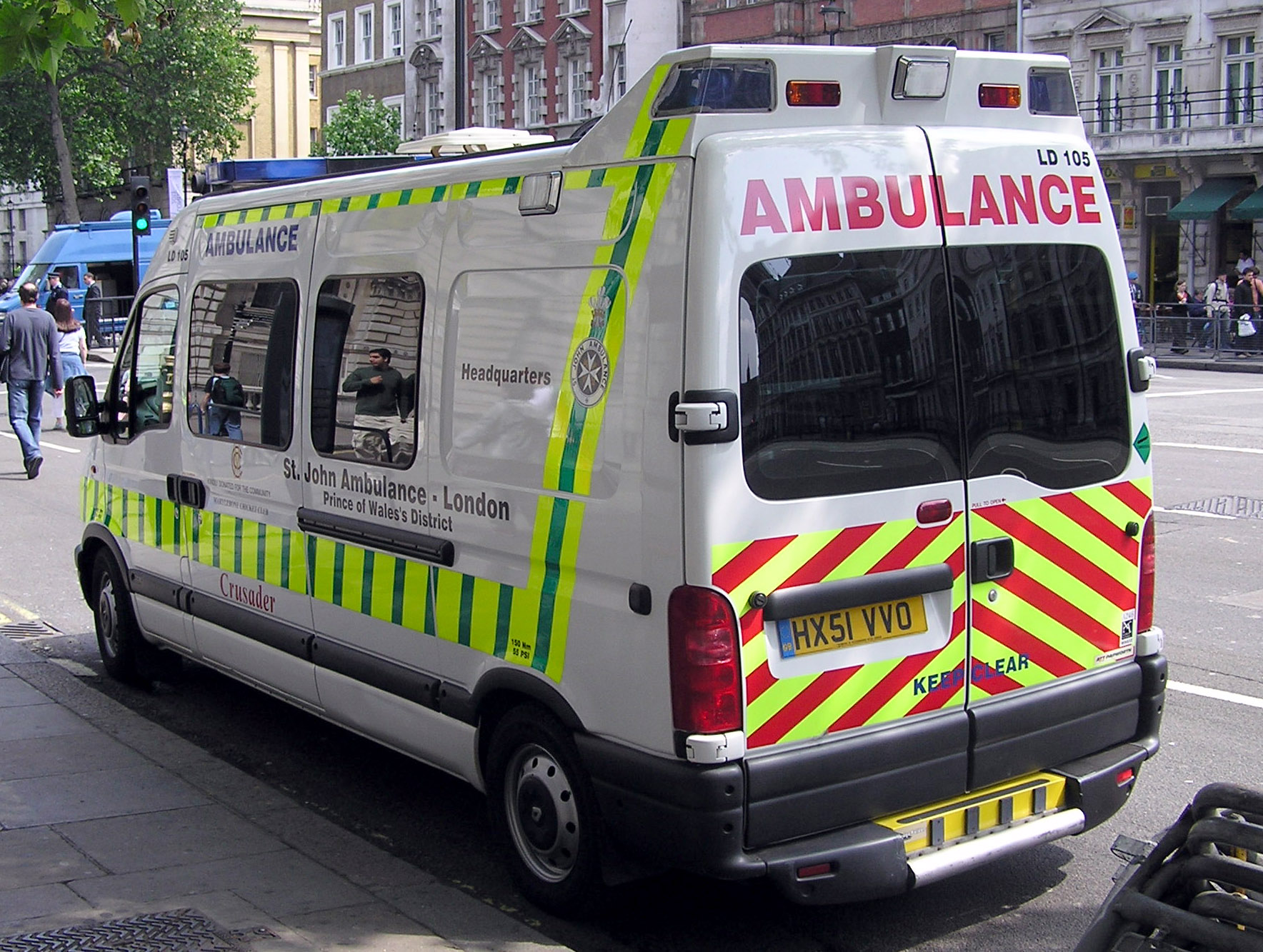
St John Ambulance ambulancia de emergencia/ambulancia polivalente.

Los principales proveedores de ambulancias voluntarias son la Cruz Roja Británica y St. John Ambulance en Inglaterra/País de Gales, Irlanda del Norte e Islas, y St Andrew's Ambulance Association en Escocia. El cuerpo de ambulancias de la Orden de Malta también se encuentra a veces en Irlanda del Norte. Estos grupos han estado proporcionando cobertura médica de emergencia y no emergencia en el Reino Unido durante más de 120 años, incluyendo servicio activo en ambas guerras mundiales. Esto es antes de cualquier servicio organizado por el gobierno.
La actividad principal de las organizaciones, aparte de la formación y la educación, es proporcionar cobertura de ambulancia en los eventos, como una extensión de su contrato de Primeros Auxilios.
Dependiendo de su acuerdo, o acuerdos, con su fideicomiso local de servicios de ambulancia (conocido como Memorando de Entendimiento o MOU), pueden tratar y transportar a ciertas categorías de pacientes al hospital, aunque para incidentes más graves, como paro cardíaco, es probable que se espere que soliciten la asistencia del servicio de ambulancia obligatorio.
Ambas organizaciones también proporcionan cobertura de "reserva" o "apoyo" a algunos, aunque no a todos, de los fideicomisos de ambulancia (dependiendo del MOU local), donde los equipos de ambulancia de una de las organizaciones (que generalmente son voluntarios, pero en algunos casos pueden recibir pagos del personal) asistirán a las llamadas de 999, GP Urgent o PTS en nombre del fideicomiso de ambulancia. En estos casos, la organización es pagada por el fideicomiso. Este servicio se utiliza con mayor frecuencia durante incidentes mayores, cuando hay un alto nivel de ausencia del personal o cuando hay un volumen inusualmente alto de llamadas, aunque en algunas áreas, las tripulaciones voluntarias se utilizan regularmente para complementar la cobertura de confianza a tiempo completo.
Ambas organizaciones también han proporcionado cobertura al público cuando el personal de ambulancia del NHS ha llevado a cabo huelgas o se ha retirado.

## Servicio de Taxi Blanco Grande
Big White Taxi Service es un apodo usado a veces por el personal de ambulancias del NHS en el Reino Unido.
Ellos lo usan porque el número de emergencia 999 es a menudo mal utilizado por personas que no necesitan una ambulancia de emergencia, pero podrían ir a su propio médico generalista local.

## Otros sitios web
- Sitio Web Oficial de East Midlands Ambulance Trust
- Página oficial del East Anglia Ambulance Trust
- Sitio oficial de Great Western Ambulance Trust
- Sitio oficial del London Ambulance Trust
- Página Web Oficial del Fondo de Ambulancias del Noreste Archivado el 25 de octubre de 2011 en Wayback Machine.
- Página oficial de North West Ambulance Trust
- Sitio oficial de South East Coast Ambulance Trust
- Sitio oficial de South Western Ambulance Trust
- Sitio Web Oficial de West Midlands Ambulance Trust
- Sitio oficial de Yorkshire Ambulance Trust
- Página web oficial del Servicio de Ambulancias Escocés

- Datos: Q3254419